# Giulio Polerio
Giulio Cesare Polerio (1548, Lanciano – 1612, Roma) foi um enxadrista italiano.
Em 1575, Polerio, que tinha o apelido de l'Abruzzese porque Lanciano fica na região de Abruzzo na Itália, acompanhou seu amigo Giovanni Leonardo Di Bonna até Madrid. Leonardo e ele jogaram juntos como um time, desafiando suas habilidades no xadrez contra Ruy López de Segura e outros mestres enxadristas espanhóis.
Depois do desafio de 1575, Polerio decidiu ficar em Madrid. Alguns manuscritos escritos entre 1580 and 1600 têm sido atribuídos a ele.  Polerio se tornou professor de enxadrismo do Príncipe de Buoncompagno, logo após o seu retorno a Roma.